# Deu mil milles al llarg del riu Groc
Deu mil milles al llarg del riu Groc (en idioma xinès:清 佚名 黃河 萬里 圖 圖), és una pintura xinesa en rotlle d'un artista no identificat. La pintura és del període de la dinastia Qing i es creu que es va crear entre 1690 i 1722. Il·lustra el sistema del riu Groc. Actualment, el treball és a la col·lecció del Museu Metropolità d'Art de Nova York, on el dibuix va ser comprat l'any 2006 amb l'ajut de WM Keck Foundation, The Dillon Fund i d'altres donants.
L'obra va ser realitzada durant el regnat de l'emperador Kangxi (regnat: 1662-1722).
Confuci va descriure l'aigua com «girant al voltant de deu mil vegades però sempre anant cap a l'est, a la Xina la simetria de l'est i l'oest es trenca per forces tectòniques». Aquí presenta un impacte de la ciència geogràfica.

## Descripció del riu Grog
El riu Groc és el segon riu més llarg de la Xina (després del riu Iang-Tsé) i el sisè més llarg del món, amb una longitud estimada de 5.464 quilòmetres. En la història de la Xina hi ha registrat que el riu Groc ha canviat el seu curs disset vegades.Té l'origen en les muntanyes de Bayan Har, a la província de Qinghai, a la part occidental de la Xina, i el seu curs travessa nou províncies fins a desembocar al mar de Bohai. La conca del riu Groc té una extensió de 1.900 quilòmetres d'est a oest i una amplada de 1.100 quilòmetres de nord a sud. La superfície total de la conca és de 752.443 km². La font del riu Groc es troba prop de l'extrem oriental de la prefectura autònoma tibetana de Yushu. Les aigües provenen del desguàs dels llacs Gyaring i Ngoring, a la vora occidental de la prefectura autònoma tibetana de Golog o Guoluo, a les muntanyes de Bayan Har, a la província de Qinghai, en l'extrem occidental de la Xina. A la conca del Zoige, al llarg del límit amb la província de Gansu, el riu Groc es dirigeix cap al nord-oest i després cap al nord-est abans de tornar cap al sud, creant el llaç d'Ordos (en xinès, 鄂尔多斯; en pinyin, Èěrduōsī), i després flueix generalment cap a l'est a través del nord de la Xina fins al golf de Bohai, drenant una conca de 752.443 km² que alimenta 140 milions de persones amb aigua potable i de regadiu.

## Galeria

Vistes de la pintura en rotlle Deu mil milles al llarg del riu Groc exhibit al Museu Metropolità d'Art.
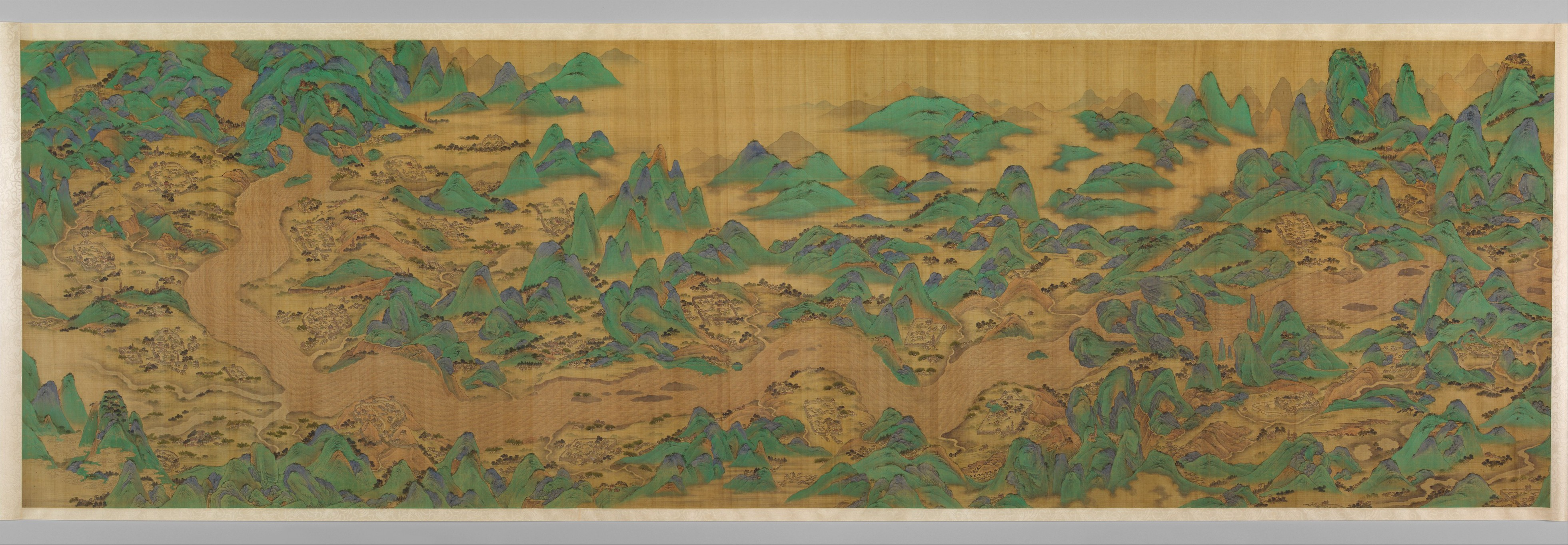
1
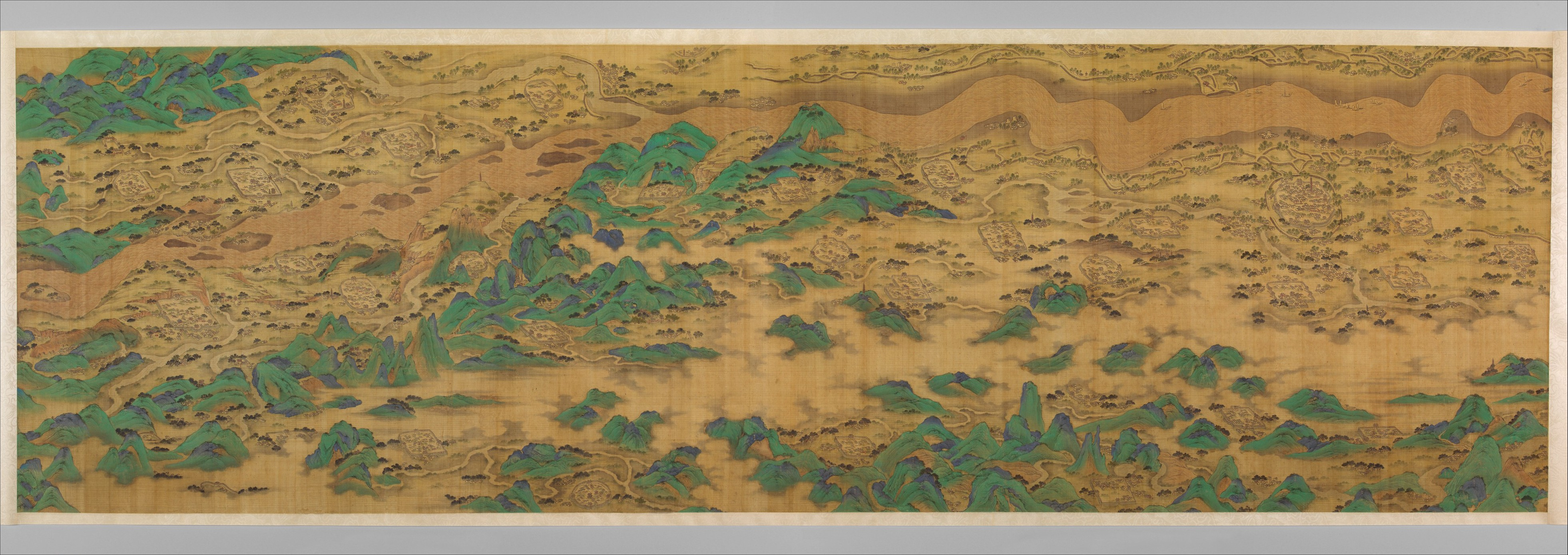
2
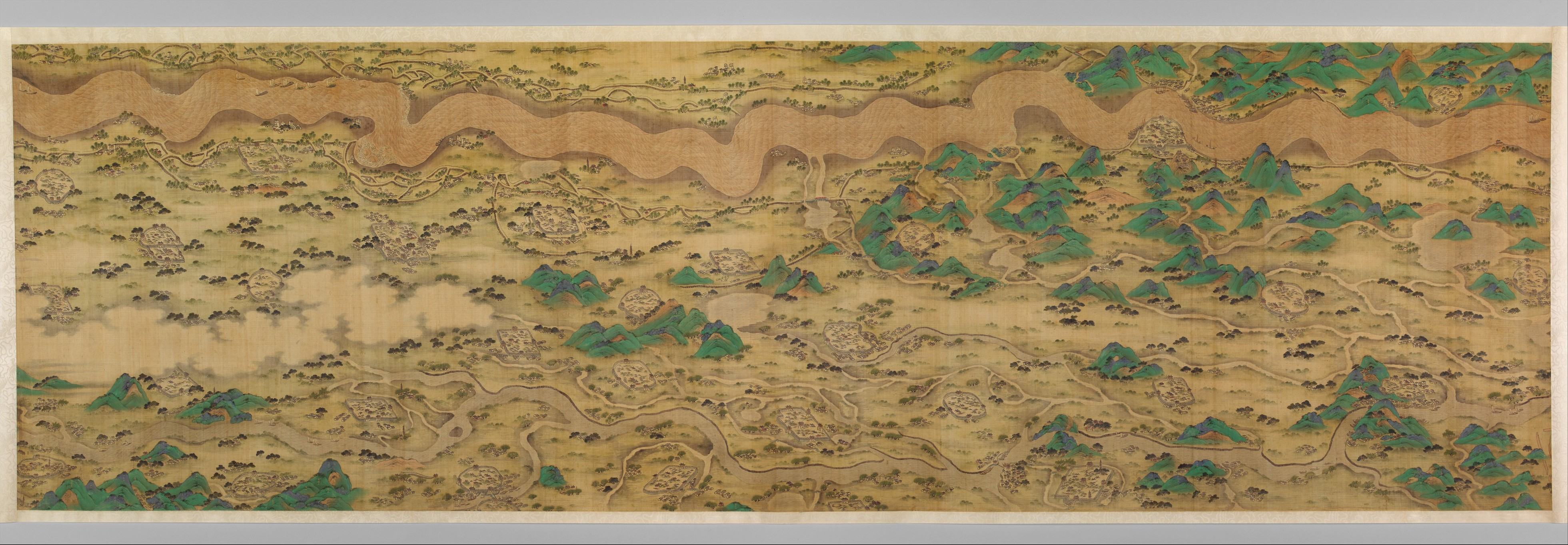
3
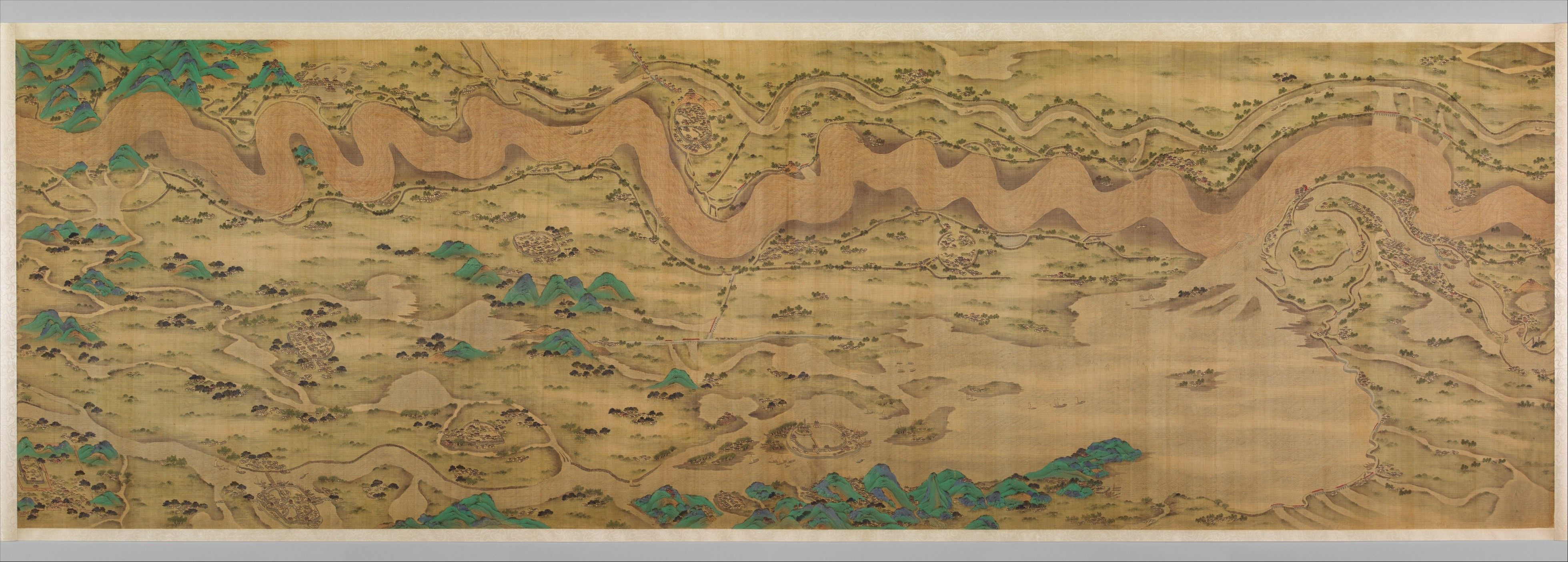
4
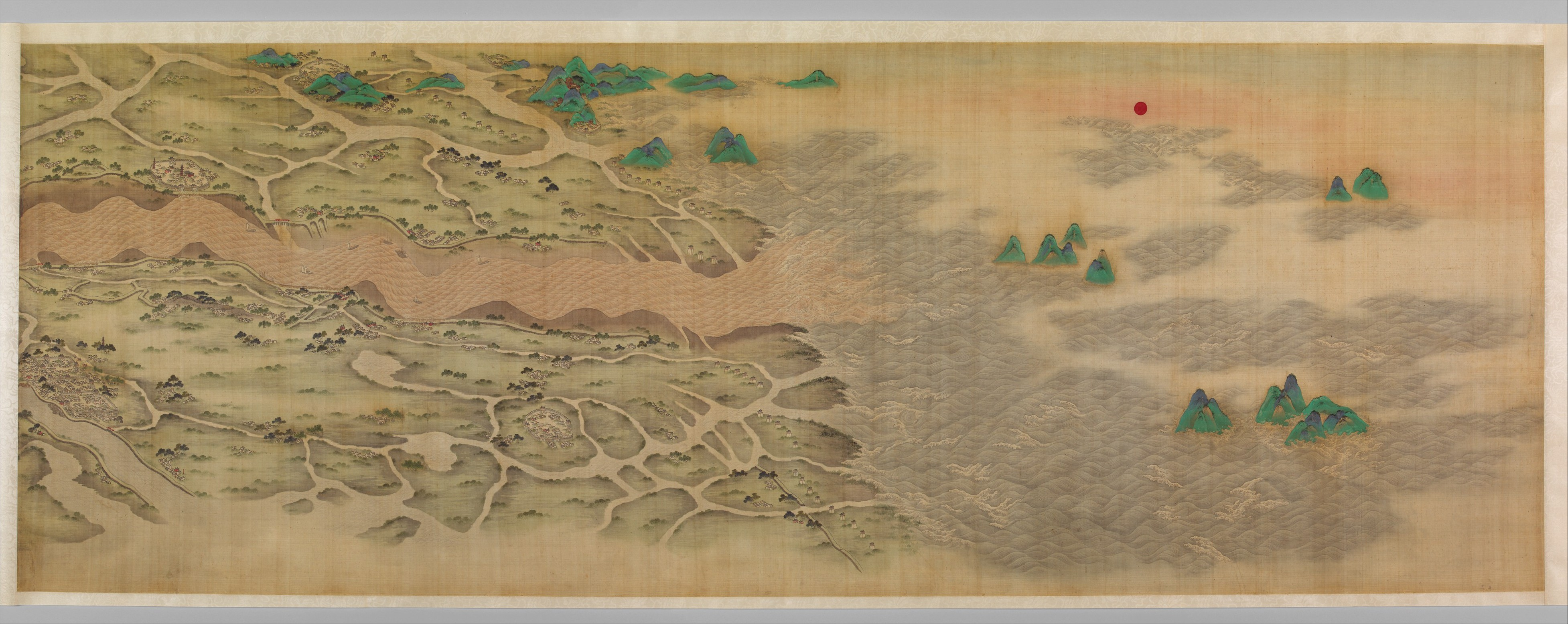
5